# オルツィヌオーヴィ
オルツィヌオーヴィ（伊: Orzinuovi）は、イタリア共和国ロンバルディア州ブレシア県にある、人口約12,000人の基礎自治体（コムーネ）。

## 地理

### 位置・広がり

#### 隣接コムーネ
隣接するコムーネは以下の通り。括弧内のCRはクレモナ県、BGはベルガモ県所属を示す。
- バルバリーガ
- ボルゴ・サン・ジャーコモ
- オルツィヴェッキ
- ポンピアーノ
- ロッカフランカ
- サン・パオロ
- ソンチーノ (CR)
- トッレ・パッラヴィチーナ (BG)
- ヴィッラキアーラ

### 地震分類
イタリアの地震リスク階級 (it) では、3 に分類される
。

## 行政

### 分離集落
オルツィヌオーヴィには、以下の分離集落（フラツィオーネ）がある。
- Barco, Coniolo, Ovanengo, Pudiano, Rossa